# Биомеханика спорта
Биомеханика спорта (спортивная биомеханика) — раздел биомеханики, в котором изучают работу биомеханического аппарата спортсмена (БАС), взаимодействия БАС с окружающей средой, спортивным инвентарем, механизмами.
Целью спортивной биомеханики является повышение мастерства спортсменов, установление ими рекордов, а также предотвращение травматизма, повышения тонуса мышц, создание более оптимального спортивного инвентаря, механизмов, тренажёров. Также биомеханика спорта непосредственно используется в практике физического воспитания.
Биомеханику спорта принято подразделять на общую, дифференциальную и частную.
- Общая (теоретическая) спортивная биомеханика решает общие проблемы спортивной биомеханики, взаимосвязь её с другими науками.
- Дифференциальная спортивная биомеханика изучает индивидуальные и групповые особенности двигательных возможностей и двигательной деятельности, в том числе зависящие от возраста, пола, состояния здоровья, уровня физической подготовленности, спортивной квалификации и т. п.
- Частная спортивная биомеханика рассматривает конкретные вопросы технической и тактической подготовки в отдельных видах спорта. Кроме того к сфере частной биомеханики относятся вопросы взаимодействия БАС с различным спортивным инвентарем (ракетки, клюшки, биты, мячи, лыжи, весла, гимнастические снаряды и т. п.), а также с различными механизмами, например, велосипедом. В связи с чем при конструировании спортивного инвентаря, снарядов, механизмов и тренажёров используют т. н. биомеханический подход.

## История
Историю спортивной биомеханики можно с уверенностью отсчитывать от знаменитых трудов Николая Александровича Бернштейна (1896—1966). В 1926 г. вышла из печати его первая книга «Общая биомеханика», в которой он впервые в мировой науке попытался объяснить закономерности основных способов передвижения человека — ходьбу, бег — сложной, иерархической работой мозга. Тогда же им были открыты такие фундаментальные явления в управлении движениями, как сенсорные коррекции, более известные теперь в кибернетике как обратные связи.
В 1947 году вышла монография Н. А. Бернштейна «О построении движений», которая являлась дальнейшим развитием идей иерархического, многоуровневого построения движений в мозгу человека. Через год монография «О построении движений» была удостоена Сталинской премии, а в 1949 году Н. А. Бернштейн был объявлен космополитом, сочинителем антипавловских теорий, вульгаризатором науки. Его уволили из Центрального научно-исследовательского института физкультуры (ЦНИИФК), а возглавляемую им лабораторию биомеханики закрыли. Н. А. Бернштейн был реабилитирован в период «хрущёвской оттепели». Несмотря на лишение работы ученый усиленно трудился над развитием своих идей, уделяя особое внимание биомеханике спорта и физической культуры. Основные работы этого периода: «Очерки по физиологии движений и физиологии активности» (1966 г.), «О ловкости и её развитии» (1991 г.) выходят в свет уже после смерти ученого. Эти работы, несомненно, стимулировали интерес к спортивной биомеханике, при кафедрах физкультурных вузов и НИИ открываются лаборатории биомеханики, регулярно проводятся общероссийские конференции по биомеханике, в которых всегда присутствует секция спортивной или спортивно-педагогической биомеханики.